# Picarreau
Picarreau – miejscowość i gmina we Francji, w regionie Burgundia-Franche-Comté, w departamencie Jura.
Według danych na rok 1990 gminę zamieszkiwało 81 osób, a gęstość zaludnienia wynosiła 9 osób/km² (wśród 1786 gmin Franche-Comté Picarreau plasuje się na 662. miejscu pod względem liczby ludności, natomiast pod względem powierzchni na miejscu 496.).